# Marc Beaucage
Marc Beaucage (* 14. Februar 1973 in Trois-Rivières, Québec) ist ein kanadischer Eishockeyspieler, der zuletzt für die Jonquière Marquis in der Ligue Nord-Américaine de Hockey spielte.

## Karriere
Beaucage begann seine Karriere 1990 in der kanadischen Juniorenliga Québec Major Junior Hockey League bei den Laval Titan. Dort konnte er sich kontinuierlich steigern und erzielte in seinem vierten Jahr in 63 Spielen 101 Scorerpunkte. In denen folgenden zwei Spielzeiten spielte der 1,80 m große Stürmer für die Université du Québec à Trois-Rivières im Spielbetrieb der Canadian Interuniversity Athletics Union und für den HC Courmaosta in der italienischen Serie A1.
Im Sommer 1998 wechselte Beaucage in die American Hockey League und ging fortan für die Fredericton Canadiens, dem damaligen Farmteam der Montréal Canadiens aufs Eis. Nachdem er sich 2001 kaum noch Chancen auf ein dauerhaftes Engagement in der NHL ausrechnete, zog es ihn in die Deutsche Eishockey Liga zu den Augsburger Panthern. Weitere Karrierestationen waren die DEG Metro Stars, die Krefeld Pinguine und die Frankfurt Lions, mit denen er 2005 im European Champions Cup spielte. 
Zur Spielzeit 2005/06 unterschrieb der Linksschütze einen Vertrag bei den Hamburg Freezers, bei denen er sich zu einem der Leistungsträger entwickelte und darüber hinaus zu den besten Scorern im Team gehörte. Nachdem seine Leistungen nachließen, wurde sein Vertrag im Sommer 2008 nicht verlängert. Beaucage wechselte daraufhin in die Ligue Nord-Américaine de Hockey zu den Caron & Guay de Trois-Rivières, für die er ab der Saison 2008/09 und die drei darauffolgenden Spielzeiten aufs Eis ging. Nachdem er in der Saison 2012/13 zunächst vereinslos war, nahmen ihn im September 2013 die Jonquière Marquis unter Vertrag.